# Colonia Sedó

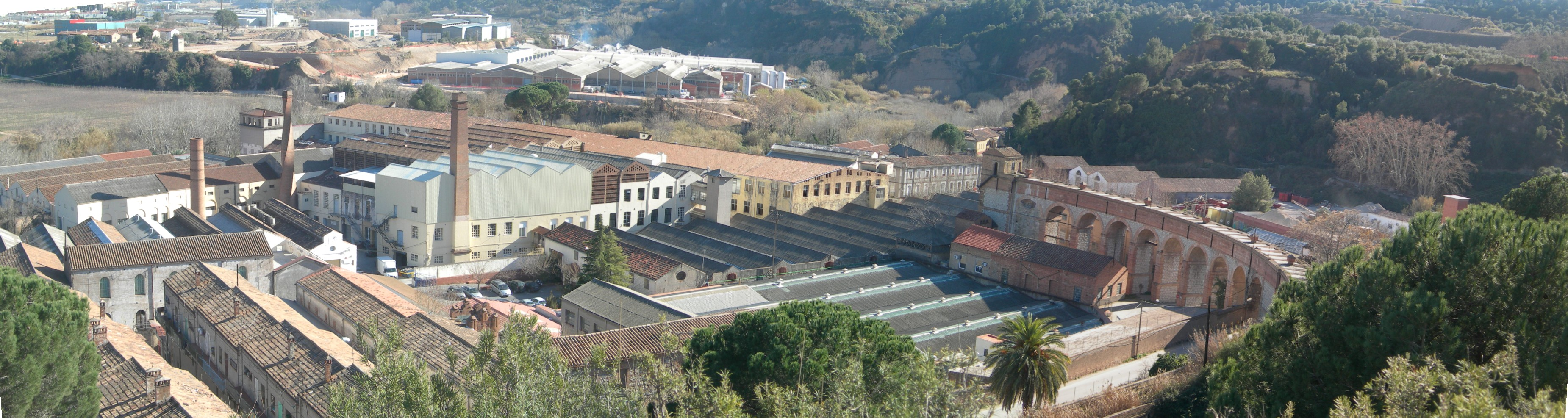
Panorámica de la colonia.

La Colonia Sedó es una colonia textil ubicada en Esparraguera (Barcelona, España). Consta de una antigua fábrica textil formada por varias naves, chimeneas, un acueducto, una iglesia con escuela y varias casas para los trabajadores.

## Historia

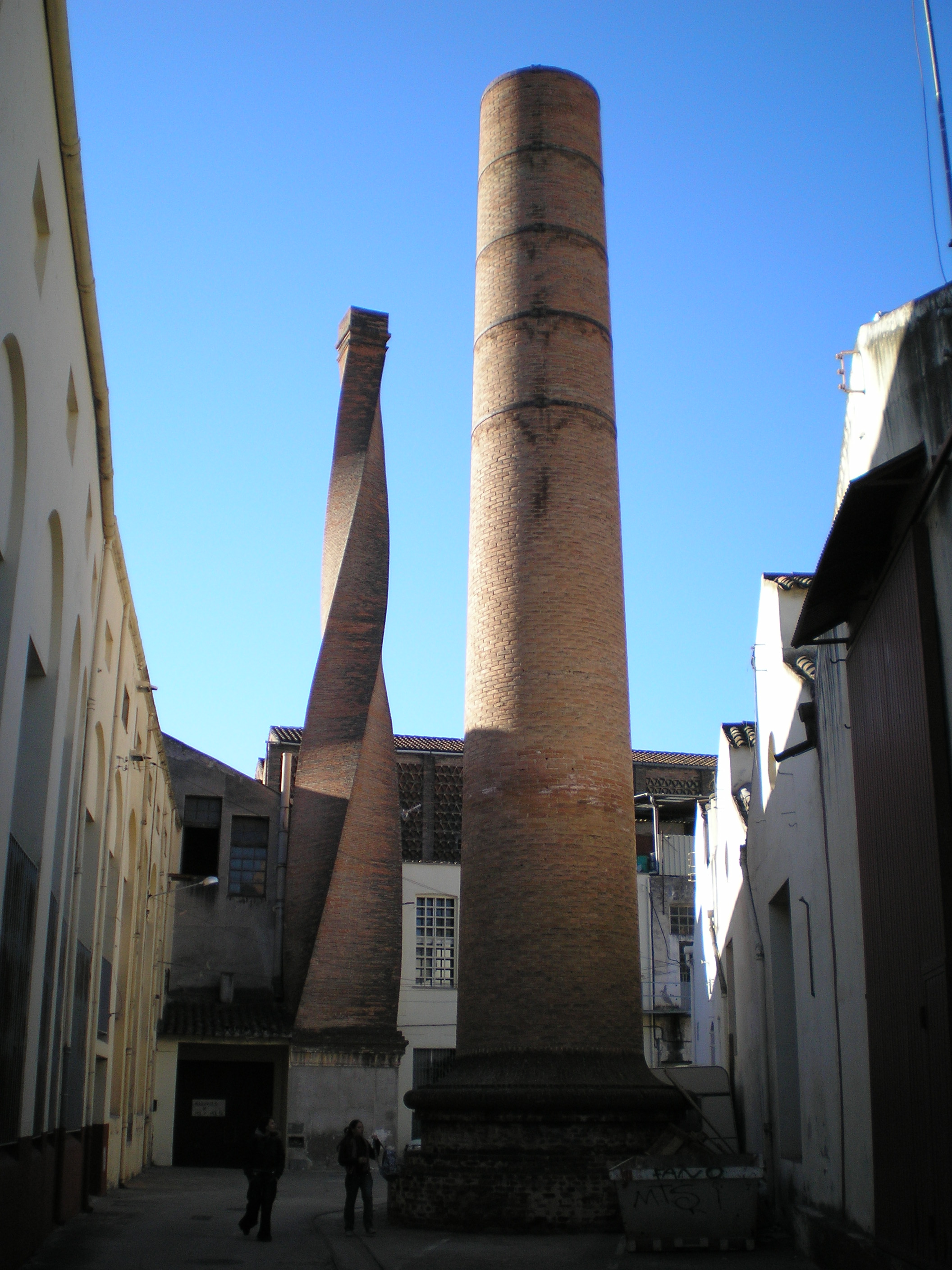
Chimenea perteneciente a la antigua fábrica.

Fue fundada en 1846 por Miguel Puig Catasús, que construyó junto a un antiguo molino de harina ya existente una fábrica textil que crecería rápidamente hasta adoptar las características propias de una colonia industrial. A la muerte de Miguel Puig (1863) lo sustituyó su hijo, José Puig y Llagostera, quien inició la construcción de viviendas para los trabajadores, amplió la fábrica y proyecta diversas obras de desarrollo.
Fue su administrador y sustituto, Antonio Sedó Pamies, quien culminaría el proceso de crecimiento y formación de la colonia industrial que llevaría su nombre y quien desarrolló todo el proceso de producción textil. Al mismo tiempo agrandó la colonia obrera con nuevas viviendas para los trabajadores y sus familias, con instalación de tiendas, escuelas, la iglesia, un dispensario, cine y casino entre otros. Todo el conjunto de la colonia obrera estaba situado al lado de la fábrica y se estructuraba en bloques alargados de viviendas de planta baja y dos pisos que formaban siete calles paralelas entre sí. En medio de estas calles paralelas estaba la iglesia y, a ambos lados, las escuelas.
La fábrica cerró en 1980, fruto de la crisis textil que azotó Cataluña a finales de los años 70, pero en la colonia siguieron viviendo personas, en su mayoría exempleados fabriles. En 2008 se produjo una importante actuación de la Generalidad de Cataluña a través del Instituto Catalán del Suelo, que derribó parte de la colonia para construir 229 viviendas (138 de ellas, de protección oficial) y reformó viviendas ya existentes para adecentarlas. A pesar de estas construcciones se mantuvo la estructura original de la colonia.
En ella se encuentra el Museo de la Colonia Sedó, integrado en el Museo de la Ciencia y de la Técnica de Cataluña. Se conserva, además, la turbina que daba la energía a la fábrica; era la más grande construida en España y está realizada totalmente en hierro fundido.
Las oficinas de la empresa estaban situadas en el número 366 de la calle consejo de ciento de Barcelona.